# Wolf Blood: A Tale of the Forest
Wolf Blood: A Tale of the Forest von 1925 gilt als der älteste, erhaltene Werwolffilm.
Das amerikanische Stummfilmdrama wurde von George Chesebro und Bruce Mitchell nach einem Manuskript von Cliff Hill für die unabhängige Ryan Brothers Productions realisierten. Chesebro übernahm auch die Hauptrolle des Dick Bannister.

## Handlung
Dick Bannister ist der neue Vorarbeiter der Ford Logging Company, einer kanadischen Holzfällertruppe, zu einer Zeit, als aus dem harten Konkurrenzkampf zwischen ihr und der mächtigen Consolidated Lumber Company ein blutiger Privatkrieg geworden war. Seine Chefin, Miss Edith Ford, kommt zur Inspektion in das Lager der Holzfäller, begleitet von ihrem Bräutigam, einem Arzt. Dick wird von seinen Rivalen angegriffen und für tot liegengelassen. Sein Blutverlust ist so groß, dass eine Blutübertragung notwendig wird. Aber es findet sich dazu kein Freiwilliger, der ihm Blut spenden würde. Daher nimmt der Chirurg einen Wolf als Spender. Nach der Operation suchen Dick Träume heim, in denen er mit einem Rudel gespenstischer Wölfe mitläuft, und die Holzfäller der Konkurrenz von Wölfen getötet werden. Bald sprechen sich diese Träume im Lager herum, bis die meisten Holzfäller zu der Ansicht gelangen, dass Dick ein Werwolf sei. Da will sich Bannister von einer Klippe stürzen, wird aber von Edith gerettet.

## Hintergrund
In der Literatur wird der Film häufig als der erste Film zum Thema Lykanthropie in Amerika bezeichnet. Er kann aber allenfalls als der frühest erhaltene Film dieser Art gelten, da es bereits 1913 einen einschlägigen Film mit dem Titel The Werewolf gegeben hatte, der allerdings Mitte der 1920er Jahre durch einen Brand zerstört worden ist.
Das Manuskript schrieb Cliff Hill als „Dr. C. A. Hill“. Es wurde von Bennett Cohen für den Film bearbeitet. Die Photographie besorgte R. Leslie Selander, der später ein bekannter Kameramann für Western wurde.
Der Film wurde von der Lee-Bradford Corporation verliehen und am 16. Dezember 1925 in Amerika uraufgeführt. Dort hieß er bisweilen auch Wolfsblood.

## Rezeption
Die zeitgenössischen Besprechungen in Zeitungen und Magazinen lobten übereinstimmend die Schauspielkunst in Wolf Blood und waren sich auch darin einig, den behandelten Gegenstand befremdlich zu finden. „Probably one of the strangest stories ever filmed“, schrieb ein britisches Blatt nach der Erstaufführung des Films, und nahezu alle anderen Kritiken benutzten ebenfalls Wörter wie „startling“ und „unique“ zur Beschreibung des Gesehenen.
Es gibt in Wolf Blood keine Verwandlungsszene. Anders als ihre deutschen oder skandinavischen Mitbewerber scheuten sich die amerikanischen Filme vor dem Erscheinen von „Dracula“ und „Frankenstein“ (1931), das Übernatürliche in ihre Darstellung aufzunehmen. Die amerikanischen Drehbücher neigten vielmehr dazu, scheinbar Übernatürliches durch menschliches Eingreifen, Missverständnis oder Nervenzusammenbruch zu erklären. Das ist auch hier der Fall.
Das medizinische Thema der Blutübertragung scheint sich seit der Zeit des Ersten Weltkrieges auch im deutschen Film einer gewissen Aktualität erfreut zu haben. Bereits 1915 war bei der Deutschen Bioskop der Film „Die Rache des Blutes“ mit Paul Wegener entstanden, in dem das übertragene Blut eines Verbrechers den Empfänger ebenfalls zum Verbrecher werden lässt. Um 1920 wurden dann Filme mit Titeln wie Madame X und die ‚Schwarze Hand‘, Dämon Blut (1. von 2 Teilen, Regie Fred Sauer, mit Aenderly Lebius) und Vergiftetes Blut (2. Teil von “Dämon Blut”, ebenfalls Regie Fred Sauer, mit Aenderly Lebius) gedreht, in denen durch eine Transfusion mit dem Blut auch nachteilige charakterliche Eigenschaften übertragen werden. Noch in Carl Theodor Dreyers phantastischem Tonfilm “Vampyr – Der Traum des Allan Gray” von 1930 kommt eine Bluttransfusion vor, durch die das vom Vampyr gebissene Mädchen Léonie (Sybille Schmitz) gerettet werden soll.